# Batalha de Leego (2015)
A Batalha de Leego ocorre durante a Guerra Civil Somali quando, em 26 de junho de 2015, militantes do Al-Shabaab atacaram uma base da Missão da União Africana para a Somália (AMISOM) no distrito de Leego, na Somália, e mataram mais de 70 soldados da União Africana e tomaram o controle de sua base militar. O posto militar, mantido por cem soldados do Burundi, foi atacado por militantes com um carro-bomba, metralhadoras e granadas de propulsão. O ataque começa com a explosão de um homem-bomba na entrada do campo, seguida por uma investida de combatentes por terra.
O Mail & Guardian descreveu o ataque como o "mais recente ataque durante a temporada de combate anual dos insurgentes no Ramadã". Foi relatado que os militantes decapitaram os sobreviventes do ataque na base. Foram divulgadas imagens de soldados mortos e um soldado sendo baleado.
Tropas somalis e da AMISOM retomaram a base e a cidade em 28 de junho, enquanto o Al-Shabab retirou-se e não ofereceu resistência, mas não antes de decapitar o  vice-comissário local do distrito entre os cativos que mantinham.